# Melanorivulus decoratus
Melanorivulus decoratus, es un pez actinopeterigio de agua dulce, de la familia de los rivulines.
La longitud máxima descrita es de 4 cm.

## Distribución y hábitat
Se distribuye por América del Sur, en la cuenca del río San Francisco, en Brasil. No es un pez estacional, siendo de comportamiento bentopelágico y no migratorio, siendo muy difícil de mantener en acuario.